# El destí de la Maya
El destí de la Maya (suec: Stormskärs Maja; finès: Myrskyluodon Maija) és una pel·lícula de drama d'època finesa en suec del 2024 dirigida per Tiina Lymi. Basada en la saga de cinc volums d'Anni Blomqvist, la pel·lícula, ambientada a l'arxipèlag d'Åland, explica la història de la Maya, que amb el seu marit Janne s'enfronta als reptes i adversitats de la vida en una illa remota al segle xix. Amanda Jansson i Linus Troedsson ocupen papers protagonistes. S'ha doblat al català.
La pel·lícula es va estrenar a Finlàndia el 19 de gener de 2024. La van seleccionar per als festivals de cinema de Göteborg i Rotterdam. Va ser nominada a deu categories dels premis Jussi del 2025, on va guanyar-ne set, incloent-hi. la millor pel·lícula i a la millor direcció.